# Cabralzinho
Carlos Roberto Ferreira Cabral, mais conhecido como Cabralzinho (Santos, 2 de janeiro de 1945), é um ex-futebolista e ex-treinador de futebol brasileiro.

## Biografia

### Jogador
Jogou pelo Santos, Bangu, Palmeiras, Fluminense e São Bento.
Começou no infantil do Santos, em 1959, onde bicampeão em 1959 e 1960. Nos aspirantes, foi campeão em 1961.
Aos 17 anos foi lançado no time principal do Santos. Porém, não conseguia ter espaço em meio a tantos craques, e chegou a ser cedido por empréstimo para o São Bento, onde fez parte de uma campanha histórica na divisão de acesso do Paulistão e posteriormente vendido por 5 milhões de cruzeiros.
Em 1964, foi negociado com o Bangu por 10 milhões de cruzeiros. Castor de Andrade presenteou ele com uma lancha para convence-lo à jogar no time carioca. Naquele ano, Cabralzinho acabou atuando pouco, afetado por lesões, mas foi campeão do Torneio Início. Com o clube ganhou o Campeonato Carioca de 1966, ficando na vice-artilharia do time com 11 gols e participou em 1967 no campeonato da United Soccer Association nos Estados Unidos, onde o Bangu jogou sob o nome de Houston Stars. Pelo Bangu foram 111 jogos e 37 gols do meia.
Depois de uma rápida passagem pelo Fluminense, uma fase abreviada por uma fratura na clavícula e uma cirurgia no tornozelo direito, Cabralzinho acertou com o Palmeiras em 1968, mesmo com uma proposta de salário inferior do que recebia no time carioca. No alviverde, Cabralzinho participou do elenco que conquistou o Torneio Roberto Gomes Pedrosa em 1969. Entre 1968 e 1971 foram 45 jogos disputados com 20 vitórias, 12 empates, 13 derrotas e 3 gols marcados.
Antes de encerrar a carreira, Cabralzinho jogou ainda pelo Atlético Goianiense, Flamengo e Jalisco do México. Cabralzinho deixou os gramados em 1974, quando contava apenas com 29 anos de idade. A decisão foi tomada em razão do agravamento de problemas na coluna.

#### O Bangu virou "Houston Stars"
Em 1966, um grupo de empresários criou uma nova liga de futebol a North American Soccer League (NASL), em concorrência com a National Professional Soccer League (NPSL). Em 1967, o Bangu foi convidado a participar de um torneio nos Estados Unidos promovido pela NASL, representando o Houston Stars. Além do Bangu, outros clubes a redor do mundo foram convidados e representaram clubes norte-americanos: Los Angeles Wolves (Wolverhampton, da Inglaterra), San Francisco Golden Gate Gales (ADO Den Haag, da Holanda), Chicago Mustangs (Cagliari, da Itália), Vancouver Royal Canadians (Sunderland, da Inglaterra) e Dallas Tornado (Dundee United, da Escócia).

### Treinador
Cabralzinho trabalhou na construção civil e depois voltou ao futebol como treinador. Como treinador atuou a maior parte de sua carreira no Médio Oriente, dirigindo equipes como o Al-Qadisiyah, o El-Ittihad El-Iskandary, o Espérance e a Seleção do Qatar em 1989. Seu melhor trabalho foi no Zemalek, do Egito, onde foi campeão egípcio (2002/2003), da Supercopa do Egito (2001/2002), da Liga dos Campeões da África (2002) e da Supercopa Africana (2003).
No Brasil, comandou o Santos em três ocasiões (91, 95 e 2001), levando o clube ao vice-campeonato no Campeonato Brasileiro de 1995. Também comando Goiás, Atlético-PR, América-MG e Figueirense.
Após treinar o Syrianska FC, da segunda divisão da Suécia, passou a morar em Estocolmo, onde é proprietário de um restaurante especializado em culinária internacional.

## Títulos

### Jogador
Santos
- Copa Libertadores da América: 1962

São Bento
- Campeonato Paulista - Série A2: 1962

Bangu
- Torneio Início: 1964
- Campeonato Carioca: 1966
- Copa Minas: 1967

Palmeiras
- Torneio Roberto Gomes Pedrosa: 1969

### Treinador
Zamalek
- Supercopa do Egito: 2001-2002
- Campeonato Egípcio: 2002-2003
- Liga dos Campeões da CAF: 2002
- Supercopa Africana: 2003

Espérance
- Copa da Tunísia: 2008